# 亨利·皮卡尔-德斯特兰
亨利·皮卡尔-德斯特兰（法語：Henri, Ernest, Félix, Marie Picard-Destelan，1878年7月23日—1971年10月25日），曾任中国邮政总署的联席总监。

## 生平

### 家庭背景
他是欧内斯特·皮卡尔-德斯特兰的儿子。1900年，他在义和团运动期间，参与了法国驻北京公使馆的防卫行动。1920年5月，他组织了从北京到乌尔嘎（蒙古国）的远征，由圣-琼·佩斯、古斯塔夫-查尔斯·图桑和让-奥古斯丁·布西耶参与。

### 职业生涯
1896年，皮卡尔-德斯特兰作为中国海关的雇员开始工作，1908年至1910年，他担任三水海关助理，之后在1910年至1912年担任杭州海关代理关长。1913年，他进入邮政系统，接替曾担任中国帝国邮政局秘书及中国第一任邮政总局局长的西奥菲勒·皮里，并帮助中国加入万萬國郵政聯盟（1917-1928年）。
1921年12月，作为邮政联席总监，皮卡尔-德斯特兰悄然下令恢复南京音节法，直到统一拼音系统成为可能。在索思希尔-韦德系统短暂存在的时期内，建立了13,000个邮局，这是一段迅速而前所未有的扩张。当政策被推翻时，所有邮政机构的三分之一都使用了索思希尔-韦德拼音。

## 荣誉
他在22岁时被授予法国荣誉军团骑士勋章，1920年晋升为军官。

## 外部來源
- 《中国的蝉：古怪的旅行》，保罗·伊沃伊著，1901年
- 《西博家族：自1793年在美国成立以来的西博家族历史》，罗伯特·德·拉罗西耶著，1962年
- 《20世纪初的中国外国机构》，阿尔伯特·费尔韦克著，1976年
- 《剑桥中国史》卷12第1部分，丹尼斯·克里斯平·特威切特与费正清合编，1978年
- 《作家外交官：外交信件》，圣-琼·佩斯、保罗·莫朗、卡蒂娅·博戈波尔斯卡娅著，2000年
- 《在北京的外国人：欧洲人与美国人与北京共和国》，李少兵、齐小林、蔡雷伟著，2016年
- 《火线新闻：中国对日本的英文媒体宣传，1928-1941》，魏书革著，2017年
- 《从孙中山到毛泽东的中国法国关系，1918–1953》，尼科尔·班萨克-蒂谢著，2019年